# Yakkala
Yakkala es un municipio ubicado en la autopista Colombo-Kandy (A1), a 30 km de Colombo, Sri Lanka. Forma parte del Consejo Municipal de Gampaha y pertenece al distrito de Gampaha en la provincia occidental. Su elevación es de 30m sobre el nivel del mar. Las distancias desde Yakkala a las principales ciudades son; 30 km hasta Colombo (A1), 86 km hasta Kandy (A1), 4,5 km hasta Gampaha (A33) y 13 km hasta Radawana (B479).
Algunas de las principales rutas de autobuses que atraviesan Yakkala son:
- 1 (Colombo-Kegalle, Kandy)
- 6 (Colombo-Kurunegala)
- 8 (Colombo-Matale)
- 15 (Colombo-Anuradhapura, Vavuniya, Jaffna - a través de Dambulla)
- 16 (Colombo-Nawalapitiya)
- 17 (Panadura-Kandy)
- 19 (Colombo-Gampola)
- 22 (Colombo-Ampara)
- 38 (Colombo-Bibile)
- 48 (Colombo-Polonnaruwa, Batticaloa)
- 49 (Colombo-Trincomalee)
- 57 (Colombo-Anuradhapura - a través de Wariyapola)
- 79 ( Colombo-Nuwaraeliya, Welimada).

Puede viajar a todos los distritos del país excepto a dos (Puttlam y Ratnapura) con un solo autobús desde Yakkala. Yakakala es famosa por la familia de medicina ayurveda de Wickramaarachchi. El Instituto Wickramaarachchi Ayurveda de la Universidad de Kelaniya también se encuentra en Yakkala.
Las principales atracciones alrededor de Yakkala incluyen los antiguos templos budistas de Warana, Pilikuththuwa, Uruwala y Maligathenna.
- Datos: Q8047122